# Blue (yung kai歌曲)
Blue是華裔加拿大籍男歌手yung kai的歌曲，在2024年8月2日發行，於TikTok和Instagram上走紅，並配有與愛人共度的夢幻時刻的視頻蒙太奇。到2025年6月4日為止，這首歌曲的點播量在各大音樂串流平台共累積超過10億次，也因為這首歌曲在印尼歌曲排行榜奪冠，並在印度、馬來西亞、菲律賓和新加坡的歌曲排行榜登上前十名，因此yung kai得以靠這首歌曲取得一定的成功。之後，這首歌曲客串i-dle成員Minnie的混音版本於2025年4月18日發行。

## 背景
Blue啟發於2023年中國大陸電視劇《当我飞奔向你》，當時yung kai正和他喜歡的一個女孩在Discord上狂看這齣電視劇，從那一刻起，他將自己積累的所有情感都融入到這首歌當中。因此這首歌曲正是由yung kai親自製作，並在發行前兩周內完成。

## 歌曲介紹
Blue是由yung kai親自製作和作詞曲，以每分鐘97拍的速度呈現E大調歌曲。
根據他在Genius的受訪談話，Blue的第一段主歌表達第一次見面時的愛情，而在歌曲中，儘管沒有明確提及副歌部分，但這首歌的標題「Blue」正是由此而來。副歌部分源自於他對一些「聽起來像藍色」的元素的詮釋，例如海浪和海洋，他提到：「我會和你一起在月光下小憩/我會想像我們，你和海浪/你臉上浮現出海洋的色彩。」這首歌原本副歌部分是現在第二段主歌，後來他修改它的副歌是因為他的朋友最初聽到這首歌時並沒有真正感受到它。

## 音樂錄影帶
Blue的音樂錄影帶在2024年12月12日對外公開，由Kenji K Chong執導，這部音樂錄影帶展示yung kai和歌詞中出現的女子（Julia Ma飾演）經歷一段平凡可愛的愛情故事，後來才知道這只是yung kai的幻想，而音樂錄影帶的結尾反轉是yung kai親自構思，並參與策劃及分鏡的製作。

## 現場演出
yung kai在亞洲的諸多音樂節活動如泰國Pelupo音樂節和菲律賓Wanderland音樂藝術節表演Blue，隨後在2025年3月17日登上《印尼偶像第13季》節目表演這首歌曲。

## 曲目列表
| 數位下載和串流 1. Blue – 3:34 數位下載和串流 – Shades of Blue 1. Blue（加快版） – 3:14 2. Blue（慢速版） – 3:54 3. Blue（迷你版） – 1:32 4. Blue（伴奏版） – 3:35 | 數位下載和串流 – acoustics 1. Blue（acoustic） – 3:27 2. Blue（acoustic，加快版） – 3:02 3. Blue（acoustic，慢速版） – 3:52 4. Blue（acoustic，迷你版） – 1:43 5. Blue（acoustic，伴奏版） – 3:27 數位下載和串流 – Minnie remix 1. Blue（with Minnie） – 3:33 |

## 榜單表現
| 排行榜（2024–2025年）              | 最高 排名 |
| ---------------------------------- | --------- |
| 加拿大（百大單曲榜）               | 92        |
| 全球（告示牌全球二百大單曲榜）     | 39        |
| 香港（告示牌）                     | 12        |
| 印度（IMI國際二十大單曲榜）        | 2         |
| 印尼（ASIRI）                      | 1         |
| 馬來西亞（RIM）                    | 2         |
| 菲律賓（IFPI）                     | 4         |
| 新加坡（RIAS）                     | 3         |
| 南韓（Circle數位榜）               | 134       |
| 台灣（告示牌）                     | 13        |
| 泰國（IFPI）                       | 16        |
| 美國（告示牌搖滾和另類搖滾歌曲榜） | 26        |
| 越南（百大單曲榜）                 | 57        |

| 排行榜（2025年）     | 排名 |
| -------------------- | ---- |
| 南韓（Circle數位榜） | 139  |

## 銷售認證
| 地區                     | 认证 | 认证单位/销量 |
| ------------------------ | ---- | ------------- |
| 加拿大（加拿大音乐协会） | 金   | 40,000‡       |
| ‡僅含認證的+實際銷量     |      |               |

## 發行歷史
| 地區 | 日期          | 格式                  | 版本           | 廠牌               | 參考   |
| ---- | ------------- | --------------------- | -------------- | ------------------ | ------ |
| 全球 | 2024年8月2日  | 數位音樂下載 串流媒體 | 原版           | Flood Division BMG | [ 30 ] |
| 全球 | 2024年8月2日  | 數位音樂下載 串流媒體 | Shades of Blue | Flood Division BMG | [ 31 ] |
| 全球 | 2025年1月3日  | 數位音樂下載 串流媒體 | Acoustic       | Flood Division BMG | [ 32 ] |
| 全球 | 2025年4月18日 | 數位音樂下載 串流媒體 | Minnie remix   | Flood Division BMG | [ 33 ] |